# Streghe (film)
Streghe è un film horror italiano del 1989, diretto, co-sceneggiato e co-prodotto da Alessandro Capone al suo debutto nelle vesti di regista.

## Trama
Dopo aver trasmesso a una bambina la sua eredità diabolica, la strega Helena viene arsa viva dalla popolazione del suo paese, nonostante il prete locale vorrebbe limitarsi ad esorcizzarla. Molti anni dopo, un gruppo di ragazzi si riunisce proprio nella casa in cui questa strega viveva, dal momento che il locale appartiene alla famiglia di alcuni di loro. I proprietari di casa sono Ed e Carol, i quali sono venuti a conoscenza della casa soltanto dopo la misteriosa morte dei loro genitori. Dopo che alcuni di loro hanno visioni riguardanti la bambina che viveva con la strega e una di loro (Simona) rivela il suo interesse per l'occulto, le normali attività dei vacanzieri vengono interrotte da avvenimenti sempre più inquietanti. Quando alcune delle ragazze vengono possedute dalla strega e iniziano a decimare i compagni, i superstiti riescono a mettersi in contatto con il prete che suo malgrado partecipò all'esecuzione della strega.

## Produzione
Il film è stato girato prevalentemente in Florida, tuttavia una sua parte è stata realizzata anche a Roma.

## Distribuzione
Distribuito in vari mercati a partire dal 1989, fuori dall'Italia l'opera è stata titolata in maniera differente: nel Regno Unito e in altri mercati è stata infatti distribuita come Witch Story, tuttavia in altri paesi è stato distribuito come finto sequel di film pubblicati in precedenza. Negli Stati Uniti e in molti altri mercati, il film è stato infatti distribuito come Superstition 2 a causa delle somiglianze col film La casa di Mary (il cui titolo originale è appunto Superstition), mentre in Germania è stato distribuito col titolo di Tanz der Hexen Teil 2 e dunque alla stregua di un sequel di Strega per un giorno (il cui titolo tedesco è appunto Tanz der Hexen Teil).

## Accoglienza
Segnocinema recensisce negativamente il film affermando: "Film misogino all'ennesima potenza questo di Capone, che ha anche il pessimo gusto di dedicarlo alla sua famiglia".